# 松平正親 (大草松平家)
松平 正親（まつだいら まさちか）は、戦国時代の武将。大草松平家の6代目当主。徳川家康の家臣・松平康安の父。

## 略歴
三河国額田郡伊賀の生まれ。大草松平家5代目・三光の子。大草家は元々岡崎城主だったが、3代目信貞の代に安祥城主・松平清康に敗れて岡崎を明け渡し、同郡大草に移り大草松平と称されたという。
信貞の孫ないし曾孫にあたる正親は、岡崎城主となった清康・広忠・元康の3代に仕えた。永禄3年（1560年）桶狭間の戦いに従軍したが、丸根砦攻めで先陣を務めて討死した。享年48。